# 巨大戟醇甲基丁烯酸酯
巨大戟醇甲基丁烯酸酯（INN：ingenol mebutate），商品名毕卡妥（Picato），是丹麦利奥制药公司开发的用于日光性角化症的药物。其最早于2000年在匈牙利当地的南欧大戟汁液提取得到，并发现其具有诱导细胞凋亡的能力。
其常以凝胶形式进行局部外用，并于2012年通过美国FDA和欧盟EMA批准用于治疗日光性角化症。FDA批准了两种浓度，分别为用于面部和头皮的0.015%以及用于躯干四肢的0.05%。不过2020年EMA出于其可增加皮肤恶性肿瘤风险的担忧，从欧洲市场上撤回这款药物。

## 化学合成
巨大戟醇甲基丁烯酸酯在化学上是由二萜醇类化合物巨大戟醇与当归酸形成的酯类物质。2012年，来自丹麦的一个研究组利用续随子（Euphorbia lathyris）种子中提取得到的巨大戟醇为起始原料，利用3步反应实现了巨大戟醇甲基丁烯酸酯的半合成.。2013年则报道了巨大戟醇的全合成方法。采用相对便宜的(+)-3-蒈烯为起始原料，采用14步就得到(+)-巨大戟醇，相比于从植物提取，效率更高。

## 作用机制与效果
巨大戟醇甲基丁烯酸酯治疗日光性角化症的作用机制尚未明确，但一项针对皮肤鳞状细胞癌（由日光性角化症发展得到）研究发现，其诱导的细胞凋亡机制涉及PKC/MEK/ERK信号通路参与，同时，白介素诱饵受体IL1R2和IL13RA2被诱导，长效抑制细胞活性防止复发。
由于巨大戟醇甲基丁烯酸酯为皮肤局部给药，难经皮肤吸收进入血液循环，因此不太可能与口服药物发生相互作用。
四项多中心、随机、双盲测试结果表明，将药物凝胶涂抹于躯干2天或面部，头皮3天可有效治疗光化性角化病。
对使用过的179名患者进行为期一年的随访，发现接受了面部或头皮治疗的108人中皮肤清除率为46.1%；接受躯干或四肢治疗的71人则达到了44.0%。

## 副作用
巨大戟醇甲基丁烯酸酯在给药部位对皮肤刺激非常常见，包括发红、脱屑、结痂、疼痛、严重瘙痒，有时还会引发感染等。其他副作用还包括眶周水肿（3%）等眼部刺激、头痛（2%）和鼻炎（2%）。此外，据报导还可能出现过敏反应、带状疱疹、用药部位色素沉着、化学性结膜炎和角膜烧伤。
2019年10月，EMA建议暂停对巨大戟醇甲基丁烯酸酯的上市许可，因为担心其与赋形剂或咪喹莫特相比，用此药患者皮肤癌发病率会增加。并建议医生选择其他治疗方案。随后到了2020年1月，该药上市许可持有人出于商业原因请求撤销生产许可并撤销申请获得批准，从此该药物正式退出欧盟市场。

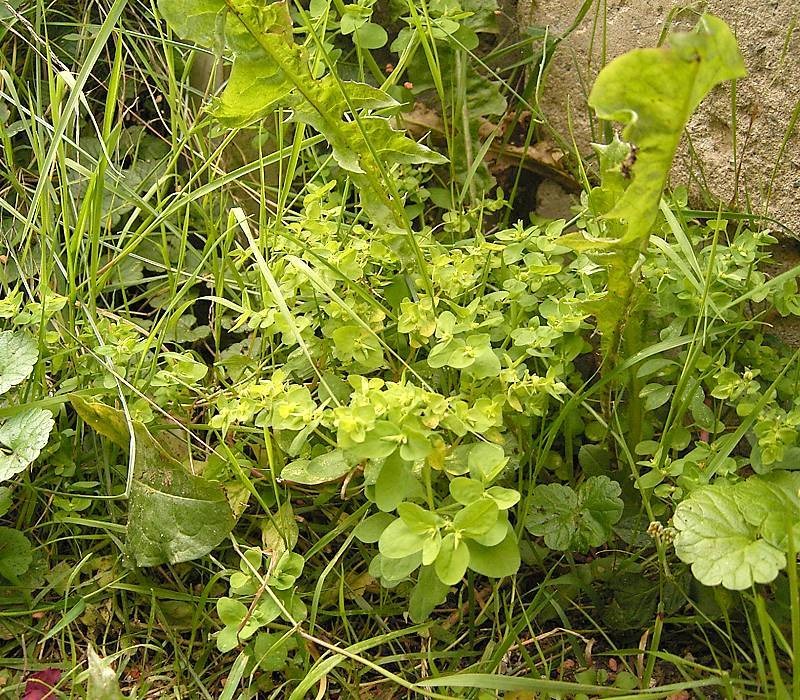
南欧大戟

## 相关研究

### HIV
巨大戟醇甲基丁烯酸酯是一种蛋白激酶C激动剂，临床研究发现其可作为HIV的潜伏激活剂(latency-reversing agents, LRAs)，在体外研究中显示为出在不减少病毒DNA下增加血液中RNA载量。这使得其可作为一种潜在永久治愈HIV感染的药物，但目前仅进行了体外研究和动物实验，尚未开展人体实验。

### 纹身去除
一项针对无毛小鼠对照实验发现，0.1% 的巨大戟醇甲基丁烯酸酯凝胶能够持续去除两周前的纹身。在实验中观察到，皮肤内含有纹身染料微球会完全渗入结痂，并在给药后约20天随着皮肤愈合而脱落。而且不像激光纹身去除一样对某些颜色去除效果较差，该法对染料没有选择性。同时目前也尚未有人体实验的报道。

### 皮肤癌风险
加拿大卫生部评估了已发表的12项医学研究论文以确定巨大戟醇甲基丁烯酸酯与皮肤癌之间的联系。经审查发现，其中6项有该药会导致皮肤癌的证据。英国自2013年至2020年1月已经收到10例由巨大戟醇甲基丁烯酸酯引起的皮肤恶性肿瘤报告，包括皮肤鳞状细胞癌、非典型纤维黄瘤、皮肤神经内分泌肿瘤、鲍文病和基底鳞状细胞癌5种皮肤相关癌症。EMA也审查了这一安全问题并于2020年4月得出该药可能会增加患皮肤癌的风险结论。导致2020年2月11日制造商自愿将该产品从欧盟市场撤回。